# Армстронг Сидли
Армстронг Сидли (на английски: Armstrong Siddeley) е бивша британска проекто-конструкторска компания от Ковънтри, която освен механични елементи произвежда и автомобили и самолетни двигатели.

## История
Армстронг Сидли е основана през 1919 г. вследствие на сливането на автомобилния производител Сидли-Дийзи с компанията Армстронг Уитуърт, която произвежда оръжия, локомотиви, кораби, летателни апарати и автомобили. През 1927 г. Армстронг Уитуърт слива тежката си индустрия с Викърс във Викърс-Армстронгс, а Джон Дейвънпорт Сидли, основателят на Сидли, поема контрола над поделенията за производство на автомобили и летателни апарати. През 1935 г. Хоукър Еъркрафт изкупува дяла на Джон Сидли и е сформиран Хоукър Сидли, един от известните британски производители на самолети. Армстронг Сидли продължава да произвежда луксозни автомобили до 1960 г., когато Хоукър Еъркрафт се слива с Бристол Аеро Енджинс в Бристол Сидли, вследствие на рационализацията на въздухоплавателния сектор във Великобритания. През 1966 г. Бристол Сидли става част от Ролс-Ройс.

## Автомобили
| Модел                          | Двигател       | Години      | Бройки |
| ------------------------------ | -------------- | ----------- | ------ |
| Армсрног Сидли 30              | 4960 см3       | 1919 – 1931 | 2770   |
| Армстронг Сидли 18             | 2400 см3       | 1921 – 1925 | 2500   |
| Армстронг Сидли 18/50          | 2872 см3       | 1925 – 1926 | 2500   |
| Алмстронг Сидли 4-14           | 1852 см3       | 1923 – 1929 | 13365  |
| Армстронг Сидли 20             | 2872 см3       | 1926 – 1936 | 8847   |
| Армстронг Сидли 15             | 1900 см3       | 1921 – 1925 | 7203   |
| Армстронг Сидли 15/6           | 1900, 2169 см3 | 1928 – 1934 | 7203   |
| Армстронг Сидли 12             | 1236, 1434 см3 | 1929 – 1937 | 12500  |
| Армстронг Сидли Спешъл         | 4960 см3       | 1933 – 1937 | 253    |
| Армстронг Сидли Шорт 17        | 2394 см3       | 1935 – 1938 | 4260   |
| Армстронг Сидли Лонг 17        | 2394 см3       | 1935 – 1939 | 4260   |
| Армстронг Сидли 12+            | 1666 см3       | 1936 – 1939 | 3750   |
| Армстронг Сидли 20/25          | 3670 см3       | 1936 – 1940 | 884    |
| Армстронг Сидли 16             | 1991 см3       | 1938 – 1941 | 950    |
| Армстронг Сидли Ланкастър 16   | 1991 см3       | 1945 – 1952 | 3597   |
| Армстронг Сидли Ланкастър 18   | 2309 см3       | 1945 – 1952 | 3597   |
| Армстронг Сидли Хърикейн 16    | 1991 см3       | 1945 – 1953 | 2606   |
| Армстронг Сидли Хърикейн 18    | 2309 см3       | 1945 – 1953 | 2606   |
| Армстронг Сидли Тайфун         | 1991 см3       | 1946 – 1949 | 1701   |
| Армстронг Сидли Темпест        | 1991 см3       | 1946 – 1949 | 6      |
| Армстронг Сидли Уайтли 18      | 2309 см3       | 1946 – 1949 | 2582   |
| Армстронг Сидли Сапфир 346     | 3435 см3       | 1952 – 1958 | 7697   |
| Армстронг Сидли Сапфир 234     | 2290 см3       | 1955 – 1958 | 803    |
| Армстронг Сидли Сапфир 236     | 2309 см3       | 1955 – 1957 | 603    |
| Армстронг Сидли Стар Сапфир    | 3990 см3       | 1958 – 1960 | 980    |
| Армстронг Сидли Стар Сапфир ІІ | 3990 см3       | 1960        | 1      |